# Toshihiko Ikemura
Toshihiko Ikemura (en japonais 池村俊彦), né en 1952, est un astronome amateur japonais, technicien en communications de profession.    

## Biographie
Ikemura observe le ciel depuis la Préfecture d'Aichi, à l'origine depuis Shinshiro puis depuis Nagoya. Dans le domaine de l'astronomie il est surtout connu pour ses observations planétaires et pour avoir dessiné une carte de la planète Mars.
Le principal domaine d'études de Toshihiko Ikemura est l'étude des planètes. Dans ce domaine il collabore avec l'Alpo-Japan (Association of Lunar and Planetary Observers en Japan) sur des observations des planètes Jupiter, Saturne, et en particulier de Mars,.
Il est l'un des codécouvreurs, avec Richard M. West et à Luboš Kohoutek, de la comète périodique 76P/West-Kohoutek-Ikemura. L'astéroïde (6661) Ikemura lui a été dédié.